# سیبا
سیبا (نام علمی: Ceiba) نام یک سرده از زیرخانواده پنجه‌ای‌واران است.